# 郭炳堅
郭炳坚（1933年—2015年11月5日）是马来西亚的粤语歌曲歌星。
他活跃成名于1970，80年代。被誉为“粤曲皇帝”，在香港也有极高知名度。其演唱歌曲主题大多具有当时流行的鬼马诙谐的特色，反映小人物和普通民众的生活，也包括一些警世主题。郭炳坚也涉足歌曲创作和制作。2015年11月4日，郭炳坚被家人送入蕉赖UKM医院后，于次日凌晨病逝，享年82岁。